# Alfred Métraux
Alfred Métraux (Lausanne, 5. studenog 1902. – Valle de Chevreuse, 12. travnja 1963.), švicarski etnolog, jedan od najvažnijih europskih etnologa 20. stoljeća.

## Životopis
Alfred Métraux među prvima je studirao narode i kulture Južne Amerike. Godine 1928. postaje direktor Instituta za etnografiju na Sveučilištu Tucumán u Argentini. Također je bio angažiran u UNESCO-ovom Odsjeku za društvene znanosti. Među najznačajnijim djelima mu je etno-povijesni rad o brazilskim Tupinambá Indijancima, kao i knjiga Le Vaudou haïtien.
Godine 1941. dobio je američko državljanstvo, budući da je od početka Drugog svjetskog rata bio profesor na Sveučilištu Yale. Potom je postao istraživač na Smithsonian institutu u Washingtonu, kao i na École Libre des Hautes Études, osnovanoj u New Yorku 1942. Tijekom Drugog svjetskog rata pomogao je francuskim kolegama, poput Claudea Lévi-Straussa, da mu se pridruže u SAD-u. Od 1946. radio je u Odjelu UN-a za ekonomska i socijalna pitanja u New Yorku. Ubrzo nakon toga, 1947. godine, zahvaljujući svojim kontaktima ostvarenim u Sjedinjenim Državama, pridružio se UNESCO-u u Parizu, gdje je od 1950. godine postao državni službenik. Radio je u odjelu društvenih znanosti UNESCO-a do svoje smrti 1963. godine.
Tijekom rada u UNESCO-u treba izdvojiti tri programa u kojima je aktivno sudjelovao: projekt „osnovnog obrazovanja“ u dolini Marbial (Haiti) krajem 1940-ih, s ciljem educiranja i pomoći haićanskim seljanima da pobjegnu od siromaštva; dok su u 1950-ima to program "rasnog pitanja", usmjeren na borbu protiv rasističkih predrasuda, i "Andski program" usmjeren na migraciju Andskih Indijanaca, njihovo obrazovanje i pomoć u pronalaženju posla.
Alfred Métraux tragično je završio svoj život izvršenjem suicida.